# Thelypteris flavo-virens
Thelypteris flavo-virens là một loài thực vật có mạch trong họ Thelypteridaceae. Loài này được (Rosenst.) C.F. Reed miêu tả khoa học đầu tiên năm 1968.